# Tormenta subtropical Alpha (2020)
La tormenta subtropical Alpha fue un ciclón subtropical muy inusual que tocó tierra en Portugal, la primera ocurrencia registrada en el país. El sistema también fue el ciclón tropical atlántico de formación más oriental registrado en la cuenca, superando el récord anterior de la tormenta tropical Christine en 1973. El ciclón vigésimo cuarto y la tormenta nombrada vigésimo segundo de la hiperactiva temporada de huracanes del Atlántico de 2020, Alpha se originó a partir de una gran baja no tropical que fue monitoreada por primera vez por el Centro Nacional de Huracanes el 15 de septiembre de 2020. Inicialmente no se preveía que la transición a un ciclón tropical, la baja se rastreara gradualmente hacia el sur-sureste durante varios días con poco desarrollo. 
El 17 de septiembre, la baja comenzó a separarse de sus rasgos frontales y exhibió una organización suficiente para ser clasificada como un ciclón subtropical cuando se acercó a la península ibérica, convirtiéndose en una tormenta subtropical ese mismo día. Alpha tocó tierra justo al sur de Figueira da Foz, Portugal, durante la tarde del 18 de septiembre, convirtiéndose en el primer ciclón (sub)tropical que tocó tierra en Portugal continental. Alpha fue también el tercer ciclón (sub)tropical confirmado que tocó tierra en Europa continental, luego del huracán en España en 1842 y el huracán Vince (como depresión tropical) en 2005. Alpha se debilitó rápidamente y se convirtió en un mínimo remanente a principios del 19 de septiembre.
Se confirmaron al menos dos tornados en Portugal y una persona murió a causa de los fuertes vientos en España. Los daños totales de la tormenta se estimaron en millones de euros.

## Historia meteorológica

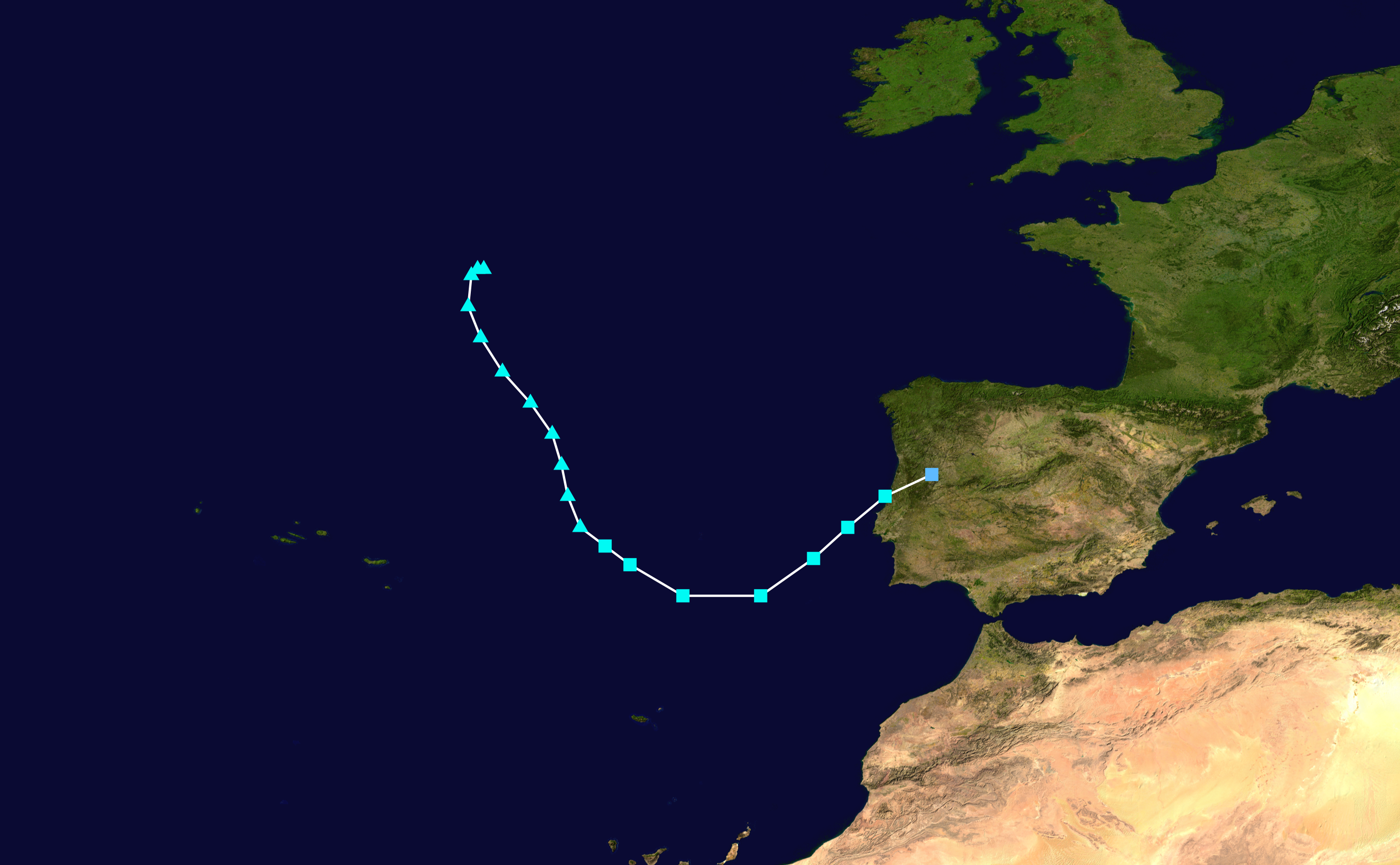
Mapa que traza la trayectoria y la intensidad de la tormenta, de acuerdo con la escala de huracanes de Saffir-Simpson

El 15 de septiembre de 2020, el Centro Nacional de Huracanes (NHC) comenzó a monitorear un sistema de baja presión no tropical muy al norte de las Azores en busca de un posible desarrollo en un ciclón tropical o subtropical, ya que se esperaba que siguiera cerca de un charco de agua tibia hacia el oeste. de Portugal. El desarrollo fue inicialmente muy lento para el sistema, y el Centro Nacional de Huracanes (NHC) no consideró probable que se desarrollara en ese momento. La baja siguió generalmente hacia el sur-sureste durante el día siguiente y, a medida que se acercaba a la península ibérica, las posibilidades parecían disminuir para cualquier desarrollo subtropical del ciclón. No obstante, la actividad de las tormentas se volvió más concentrada y organizada cerca del centro de la baja a medida que se despojaba gradualmente de sus rasgos frontales, aunque la baja central luchó por convertirse en la característica dominante. Esta característica baja central pronto quedó encerrada dentro de la baja no tropical más grande, y la actividad de tormentas persistió. Una combinación de imágenes de radar de Portugal, pases de dispersómetro y datos de viento derivados de satélites pronto revelaron que la tormenta subtropical Alpha se había formado a las 06:00 UTC, el 17 de septiembre, con vientos sostenidos de 40 mph (65 km/h) a 350 millas al este de las Azores. Durante el resto del día Alpha se intensificó un poco y llegó a su máxima intensidad con vientos de 85 km/h y una presión de 996 mbar a las 00:00 UTC del 18 de septiembre.
A las 18:40 UTC del 18 de septiembre, Alpha tocó tierra justo al sur de Figueira da Foz, Portugal en su intensidad máxima, con una presión atmosférica de 996 mbar (29,44 inHg), basada en una presión superficial de 999 mbar (20,50 inHg) registrada en Monte Real. Portugal, bien al norte del ciclón y vientos de 85 km/h (50 mph). Esta fue la primera vez que se registró que una tormenta tropical o subtropical había tocado tierra en Portugal continental. Alpha luego se debilitó rápidamente a medida que avanzaba tierra adentro, y se convirtió en una depresión subtropical a las 00:00 UTC del 19 de septiembre sobre el centro-norte de Portugal. Su centro de circulación se disipó a las 06:00 UTC del 19 de septiembre.

## Preparaciones e impacto

### Europa

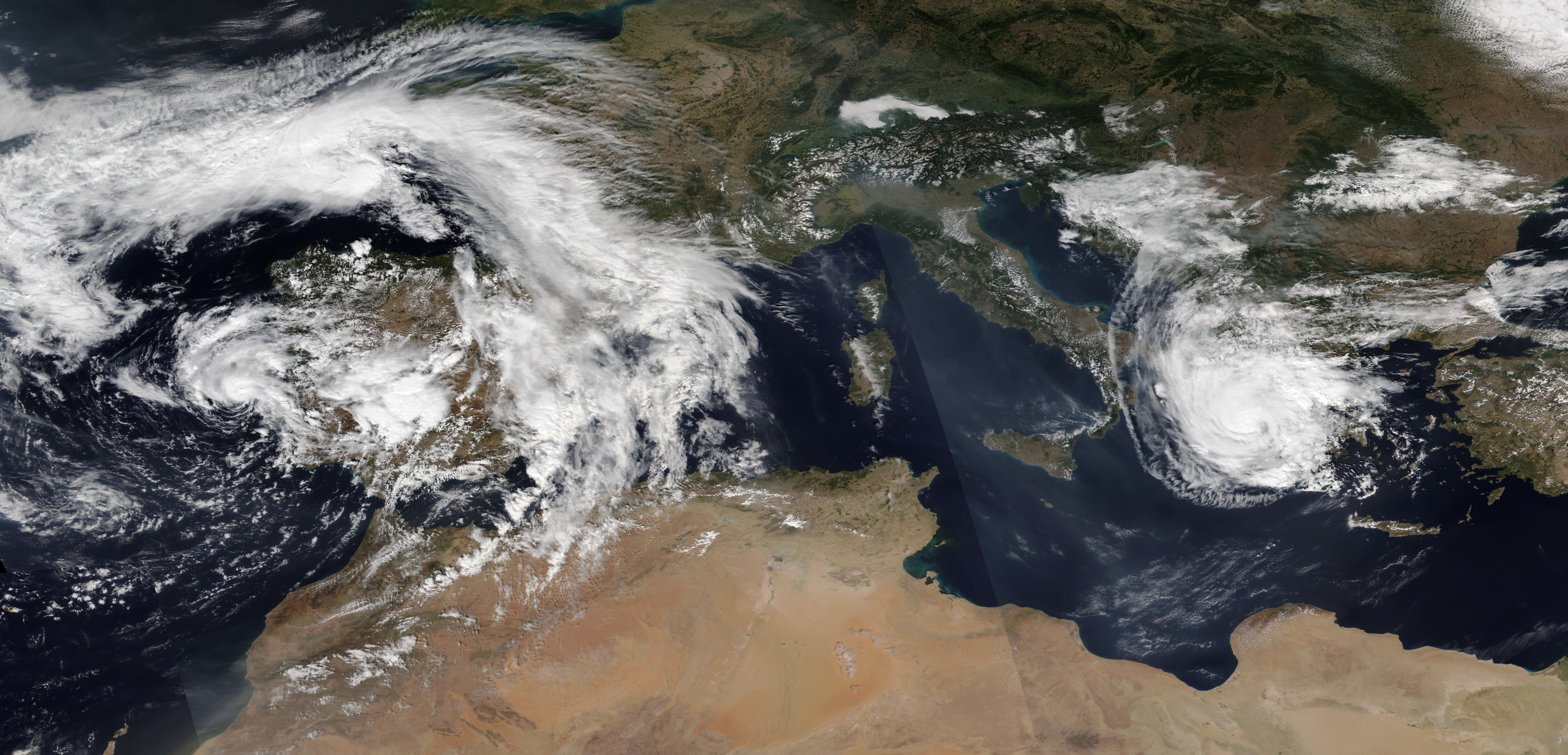
La tormenta subtropical Alpha (izquierda) y ciclón Ianos (derecha) en el Mediterráneo el 18 de septiembre de 2020.

#### Portugal
En preparación para Alpha el 18 de septiembre, se emitieron advertencias naranjas por fuertes vientos y fuertes lluvias en los distritos de Coímbra y Leiría en Portugal. Los vientos debidos a Alpha y su baja no tropical asociada causaron cortes de energía generalizados, árboles caídos y docenas de vehículos dañados. Las tormentas de supercélulas asociadas con el sistema generaron al menos dos tornados confirmados en Beja y Palmela. Las inundaciones extremas en las calles también se hicieron prominentes en algunas ciudades del oeste de Portugal, particularmente en Setúbal. Los vientos derribaron una torre de radio en Senhora do Monte y el daño se describió como "irreparable". En todo el país, hubo 203 informes de árboles caídos, 174 informes de inundaciones menores, 88 estructuras dañadas y 82 carreteras bloqueadas por escombros. De estos informes, 143 estaban en el distrito de Leiría y 135 en el distrito de Lisboa.

#### España
En España, el frente asociado a Alpha provocó el descarrilamiento de un tren en Madrid, aunque nadie resultó herido de gravedad. Una mujer murió en Calzadilla después de que un techo se derrumbara sobre ella. Alpha también provocó tormentas eléctricas en la isla de Ons que provocaron un incendio forestal.

## Denominación y registros
- Alpha es la primera tormenta tropical o subtropical del Atlántico número 22,[19] superando la antigua marca del 17 de octubre de 2005, establecida por el huracán Wilma en 2005,[20] y marcó la segunda vez en la historia registrada (que se unió a 2005) que la lista principal de nombres se ha agotado.
- Al formarse a una longitud de 9,3°W, Alpha superó a la tormenta tropical Christine de 1973, que se formó a 14,0°W como el ciclón tropical o subtropical de formación más oriental registrado del Atlántico.
- Al tocar tierra, Alpha se convirtió en el primer ciclón tropical o subtropical registrado que tocó tierra en Portugal continental, y solo el tercero que se sabe que tocó tierra en Europa continental, luego de un huracán en España en 1842 y el huracán Vince (como depresión tropical) en 2005.[21]